# Godfrey Hrbáč
Godfrey IV. († 26./27. února 1076), zvaný Hrbáč, byl od roku 1069 až do své smrti v roce 1076 dolnolotrinský vévoda. Titul získal po svém otci Godfrey Vousatém.
V roce svého nástupu na trůn se oženil s markraběnou Matyldou Toskánskou, dcerou své nevlastní matky Beatrix Barské, a stal se tak toskánským markrabětem. Godfrey a Matylda měli pouze jednu dceru Beatrix, která se narodila v roce 1071 a zemřela ten samý rok. Od roku 1071 žil Godfrey odděleně od své manželky. Manželé byli v boji o investituru na opačných stranách: Matilda byla přívržencem papeže Řehoře VII. a Godfrey císaře Jindřicha IV.
V roce 1075 válčil jménem Jindřicha proti vévodovi Magnusovi Saskému, a v roce 1076 jménem biskupa z Utrechtu proti hrabatům Dirku V. Holandském a Robertu I. Flanderském. Zavražděn byl kopím ve Vlaardingenu, když „odpovídal na volání přírody“. Navzdory Matyldině nesouhlasu jmenoval za svého nástupce svého synovce Godfreye z Bouillonu, ale císař místo toho jmenoval svého vlastního syna Konráda. Godfrey z Bouillonu nakonec v roce 1087 na trůn nastoupil a proslavil se na první křížové výpravě.